# Kurt Rolson
Kurt Rolson (stylizowany zapis #kurt_rolson) – jedenasty studyjny album polskiego rapera Tedego. Płyta ukazała się 17 maja 2014 roku nakładem wytwórni Wielkie Joł. Album  został wyprodukowany w całości przez sir Micha z wyjątkiem utworu „#gimb_money”, który zrealizował Młody Grzech. Gościnnie w nagraniach wzięli udział m.in. członkowie zespołu Kombii – perkusista Adam Tkaczyk oraz gitarzysta Grzegorz Skawiński.  

## Wydanie i promocja
3 kwietnia 2013 roku producent rapera, Sir Michu zapowiedział nowy album na 2014 rok. Pierwotnie premiera albumu miała odbyć się 23 maja 2014 roku, jednak decyzją Jacka Granieckiego została przesunięta na dzień 17 maja. Tytuł płyty nawiązuje bezpośrednio do postaci – Kurta Rolsona, bohatera serialu telewizyjnego 07 zgłoś się, w którego wcielał się, wówczas związany z Teatrem Współczesnym w Warszawie – Marcin Troński. Album był umieszczany na liście „Na co czekać w 2014?” przez serwis CGM.
W celu promocji tytułu do utworów „Feat.”, „#gimb_money”, „#john_rambo”, „CMRT”, „Najaraj się Marią”, „Street Wear”, „#DLS” zrealizowano teledyski.
27 lipca 2014 roku ukazał się limitowany dodatek do płyty, album pt. #kurort_rolson który można było nabyć tylko na urodzinowej imprezie Tedego w Mielnie.
Raper ponadto odbył trasę koncertową nazwaną #tour_rolson, odwiedzając m.in. Warszawę, Olsztyn, Katowice czy Londyn podczas których zaprezentował nagrania pochodzące z płyty.

## Nagrody i wyróżnienia
Album zadebiutował na 3. miejscu polskiej listy przebojów – OLiS i utrzymywał się na nim przez 19 tygodni. 28 stycznia 2015 roku płyta uzyskała w Polsce status złotej. Płyta otrzymała nominację do nagrody polskiego przemysłu fonograficznego Fryderyka w kategorii album roku hip-hop. Album znalazł się na 34 miejscu najlepiej sprzedających się albumów 2014 roku oraz zajął 15 miejsce w TOP 20 Muzyka Polska w podsumowaniu listy OLiS 2014. Płyta otrzymała ponadto nominację do Polskiej Rap Płyty Roku 2014 w plebiscycie audycji Polskiego Radia Szczecin – WuDoo oraz branżowego portalu Hip-hop.pl, gdzie uplasowała się na 3. miejscu listy.

## Lista utworów
Opracowano na podstawie materiału źródłowego.
| CD 1 1. „FCMT” 2. „Senymenalnie” 3. „Street Wear”[A] 4. „#john_rambo” 5. „Fame Lover” 6. „Mirafiori” (gościnnie: Danny) 7. „Feat. Preludium” 8. „Feat.” (gościnnie: Seta) 9. „Stworzeni by wygrywać” (gościnnie: Seta, Adam Tkaczyk) 10. „Dom rapu” (gościnnie: Mantha) 11. „#DLS” 12. „Kaman'” 13. „CMRT” (gościnnie: DJ Pete) |  | CD 2 1. „Najba muzik” (gościnnie: Mantha, Seta)[B] 2. „Real HipHop” 3. „Tłek” (gościnnie: Abel) 4. „Najaraj się Marią” (gościnnie: Seta) 5. „J23” 6. „Trinity” 7. „Słak kogz dupy” 8. „Warszawa da ci fejm” 9. „Kara'van” 10. „Sekretna Socjeta” (gościnnie: Wiktor Filip) 11. „Nic nie jest na zawsze” (gościnnie: Adam Tkaczyk, Grzegorz Skawiński) 12. „Fryderyk_chopin” 13. „To coś” (gościnnie: DJ Tuniziano) 14. „#gimb_money” (produkcja: Młody Grzech, gościnnie: Seta) |

Notatki
- A^ Z wykorzystaniem sampli pochodzących z piosenki „Mister Mellow” w wykonaniu Maynarda Fergusona[35].
- B^ Z wykorzystaniem sampli pochodzących z piosenki „Stop Look Listen” w wykonaniu Angeli Bofill[36].

| #kurort_rolson |
| --- |
| 1. „#Kurort_Rolson Intro” – 0:35 2. „#Kurort_Rolson” (produkcja: Sir Michu) – 4:30 3. „Bednius” (produkcja: Sir Michu) – 3:34 4. „Headoninsta” (produkcja: Sir Michu) – 3:11 5. „Hamuj piętą” (produkcja: Sir Michu) – 3:09 6. „Luks Skul” (produkcja: Sir Michu) – 4:17 7. „Puste Mielno Pt. II” (produkcja: Sir Michu) – 3:55 8. „Mój klub” (produkcja: Paff Bangersky) – 3:53 9. „Feat.” (produkcja: Sir Michu) – 3:01 10. „#YOLO (1Time)” (produkcja: Młody Grzech) – 3:31 11. „Umie liczyć” (produkcja: Młody Grzech) – 3:53 |

## Sprzedaż

### Pozycje w notowaniach OLiS
OLiS jest ogólnopolskim notowaniem, tworzonym przez agencję TNS Polska na podstawie sprzedaży albumów muzycznych na nośnikach fizycznych (nie uwzględnia zatem informacji o pobraniach w formacie digital download czy odtworzeniach w serwisach streamingowych).
| Tydzień | 1      | 2      | 3      | 4      | 5      | 6      | 7      | 8      | 9      | 10     | 11     | 12     | 13     | 14     | 15     | 16     |
| ------- | ------ | ------ | ------ | ------ | ------ | ------ | ------ | ------ | ------ | ------ | ------ | ------ | ------ | ------ | ------ | ------ |
| Pozycja | 3      | 4      | 6      | 8      | 11     | 19     | 18     | 21     | 28     | 27     | 39     | 29     | 25     | 26     | 32     | 38     |
| Źródło  | [ 38 ] | [ 39 ] | [ 40 ] | [ 41 ] | [ 42 ] | [ 43 ] | [ 44 ] | [ 45 ] | [ 46 ] | [ 47 ] | [ 48 ] | [ 49 ] | [ 50 ] | [ 51 ] | [ 52 ] | [ 53 ] |
| Tydzień | 17     | 18     | 19     |        |        |        |        |        |        |        |        |        |        |        |        |        |
| Pozycja | 39     | 46     | 49     |        |        |        |        |        |        |        |        |        |        |        |        |        |
| Źródło  | [ 54 ] | [ 55 ] | [ 29 ] |        |        |        |        |        |        |        |        |        |        |        |        |        |

| Miesiąc  | Pozycja |
| -------- | ------- |
| Maj 2014 | 4       |

| Rok  | Pozycja |
| ---- | ------- |
| 2014 | 34      |

### Certyfikaty ZPAV
Certyfikaty sprzedaży są wystawiane przez Związek Producentów Audio-Video za osiągnięcie określonej liczby sprzedanych egzemplarzy, obliczanej na podstawie kupionych kopii fizycznych i cyfrowych, a także odtworzeń w serwisach streamingowych.
| Certyfikat  | Liczba egzemplarzy | Data             |        |
| ----------- | ------------------ | ---------------- | ------ |
| złota płyta | 15 000             | 28 stycznia 2015 | [ 59 ] |

## Twórcy
Opracowano na podstawie materiału źródłowego.

- Jacek „Tede” Graniecki – rap, producent wykonawczy
- Michał „Sir Michu” Kożuchowski – inżynieria dźwięku, produkcja muzyczna, miksowanie, mastering
- Wiktor „Abel” Zapała – rap w utworze „Tłek”
- Daniel „Danny” Zabłocki – rap w utworze „Mirafiori”
- Wiktor Filip – flet w utworze „Sekretna socjeta”
- Peter „DJ Pete” Malcher – scratche w utworze „Cmrt”
- Kamil „DJ Tuniziano” Sassi – scratche w utworze „To coś”
- Grzegorz „Młody Grzech” Janiszewski – produkcja muzyczna
- Mantha – śpiew w utworach „Dom rapu” i „Najba muzik”
- Agata „Seta” Sieradzka – śpiew w utworach „Najaraj się marią”, „Najba Muzik” i „Gimb Money”
- Adam Tkaczyk – perkusja w utworach „Stworzeni by wygrywać” i „Nic nie jest na zawsze”
- Grzegorz Skawiński – gitara w utworze „Nic nie jest na zawsze”
- Bartosz „Zgrywus” Deja – zdjęcia
- Kamil „Jakuza” Jaczyński – product manager
- Łukasz Ziętek – zdjęcia